# チハヤリスタート!
『チハヤリスタート!』はたけうちホロウによる日本の漫画。『COMIC FUZ』（芳文社）にて2024年7月25日から連載中。足の速さだけが自慢だった女の子の挫折と再起の物語。

## あらすじ
小学生時代、学校の誰よりも足が速かったチハヤは、中学生のときに自分よりも足の速い美少女であるミオと出会う。足が一番早いというアイデンティティを失ったチハヤは引きこもりがちになるも、2人は競いながらも陸上に励み、全中1位と2位にまで上り詰めた。そんな2人は高校3年生でのインターハイでまた競い合うことを決意した。しかし、2020年。チハヤとミオが高校3年生の年、コロナによってインターハイが中止になり、チハヤは再度引きこもりになってしまう。親に連れられハローワークに行ったあと、なんとチハヤは親友のアヤセやニュースキャスターになっていたミオと再会する。2人との再会をきっかけに、チハヤのリスタートが始まっていく。

## キャラクター
桜坂 千早（さくらざか ちはや）
本作の主人公。小学生時代は学校で一番足が速く、そのことをアイデンティティにしていた。中学生時代にミオと出会い、彼女の発言に触発され陸上部の練習に励み全中2位になったが、コロナによって引きこもりのニートになってしまう。25歳。
小清水 澪（こしみず みお）
千早と中学1年生で同じクラスになった、全中1位の美少女。陸上クラブに入るまでは足が遅かった。東京の一流大学を卒業したのち、地元に帰ってきてニュースキャスターになった。球技は苦手。25歳。
雪村 あやせ（ゆきむら あやせ）
千早と小学生時代から一緒の幼馴染。25歳。チハヤのことは誰よりも理解しており、チハヤの背中を押してリスタートを応援している。趣味は登山で、今でも身体を鍛え続けている。

## 書誌情報
- たけうちホロウ『チハヤリスタート!』芳文社〈FUZコミックス〉、既刊2巻（2025年6月2日現在）
  1. 2025年4月28日発売[2]、ISBN 978-4-8322-0506-2
  2. 2025年6月2日発売[2]、ISBN 978-4-8322-0515-4